# Macrarene farallonensis
Macrarene farallonensis is een slakkensoort uit de familie van de Liotiidae. De wetenschappelijke naam van de soort is voor het eerst geldig gepubliceerd in 1952 door A. G. Smith.